# Cryptophagus denticulatus
Cryptophagus denticulatus là một loài bọ cánh cứng trong họ Cryptophagidae. Loài này được Heer miêu tả khoa học năm 1841.